# Тодор Жеков
Тодор (Тотко) Николов Жеков е български офицер, майор.

## Биография
Роден е на 7 септември 1911 година в София в семейството на генерал Никола Жеков. През 1929 година завършва втора софийска мъжка гимназия. През 1932 година завършва Военното училище в София. В периода 1938-1941 година учи във Военната академия. От 1 септември до ноември 1942 изкарва генералщабен курс в Нацистка Германия. От 1932 година служи в 3-ти дивизионен артилерийски полк, а от 1934 в 4-ти дивизионен артилерийски полк. От 1938 година е на работа във Военно на Негово Величество училище. През 1941 година е назначен за помощник-началник на втора оперативна секция към Оперативния отдел на Щаба на войската. От 1943 година започва да преподава тактика на артилерията във Военната академия като асистент. От май до 10 септември 1944 е началник на секция „Вътрешен шифър“ в Щаба на войската. По-късно същата година е уволнен от служба. На 10 септември бяга от България при германските войски в Скопие. Заминава за Виена, където се присъединява към Доброволческия корпус на Иван Рогозаров. Бие се в корпуса до 1 април 1945 година. На 21 април същата година е осъден задочно на смърт от Народния съд. Емигрира в Германия на 2 юни 1946 година. От 1947 година е секретар на Българския национален фронт. През 1958 г. основава Царския български автомобилен клуб. В периода 1952–1976 година работи в техническия отдел на радио „Свободна Европа“. Умира на 7 април 1996 година в Мюнхен.

## Военни звания
- Подпоручик (6 септември 1932)
- Поручик (3 октомври 1935)
- Капитан (1941)
- Майор